# Permissum videtur id omne quod non prohibitur
El brocardo latino permissum videtur id omne quod non prohibitur (lit. ‘se considera permitido todo lo no prohibido’) articula el principio de que las acciones están permitidas a menos que la ley las prohíba expresamente. Este principio implica que, en ausencia de restricciones legales específicas, los individuos y las entidades son libres de actuar. Es un elemento fundamental en la comprensión de los sistemas jurídicos modernos, en los que la autonomía de elección se considera una presunción básica.
Por el contrario, el principio opuesto quae non sunt permissa prohibita intelliguntur (lit. ‘lo que no está permitido se considera prohibido’) implica un marco más restrictivo. Según esta norma, las acciones se consideran prohibidas a menos que exista una disposición explícita que autorice dicha conducta. Crea un entorno en el que la libertad está estrechamente circunscrita por la letra de la ley.

## Pormenores
En el derecho anglosajón, esta máxima también se denomina general power of competence. Esto denota un reconocimiento de que la entidad o el individuo sujeto a regulación posee la autoridad y el juicio necesarios para discernir los límites de su actividad lícita.
Esta dicotomía se resume en las observaciones de sir John Laws, un distinguido jurista inglés, que resumió las diferentes aplicaciones del principio para los ciudadanos y los organismos públicos: «Para el ciudadano individual, todo lo que no está prohibido está permitido; pero para los organismos públicos, y especialmente el gobierno, todo lo que no está permitido está prohibido». Su afirmación subraya las latitudes más amplias concedidas a los ciudadanos individuales en contraste con las limitaciones más estrictas impuestas a las entidades gubernamentales.
El filósofo del derecho Ota Weinberger subrayó además la naturaleza restrictiva de los sistemas de normas explícitas con su razonamiento: «En un sistema cerrado en el que todas las obligaciones se establecen explícitamente, son válidas las siguientes reglas de inferencia: (XI) Todo lo que no está prohibido está permitido». Su apreciación refleja la consecuencia lógica de permitir lo que no está categóricamente proscrito dentro de un marco jurídico bien definido.